# Douglas MacArthur
Douglas MacArthur (Little Rock, 26 de enero de 1880-Washington D. C., 5 de abril de 1964) fue un militar estadounidense, general de cinco estrellas del Ejército de los Estados Unidos y mariscal de campo del Ejército Filipino. Actuó como comandante supremo aliado en el Frente del Pacífico durante la Segunda Guerra Mundial. Es el militar más condecorado de la historia de los Estados Unidos de América.
Aunque perdió las Filipinas durante las fases iniciales de la Segunda Guerra Mundial, lideraría con éxito la defensa de Australia y la reconquista de Nueva Guinea, las Filipinas y Borneo. Era el jefe previsto para dirigir la invasión de Japón en noviembre de 1945, por lo que cuando el país se rindió, fue nombrado representante de los aliados en la ceremonia de rendición del 2 de septiembre. Supervisó la ocupación de Japón desde 1945 hasta 1951.
Lideró las fuerzas de las Naciones Unidas que defendieron Corea del Sur en 1950-1951 contra el intento de Corea del Norte de unificar el país por la fuerza. MacArthur fue relevado del mando por el presidente Harry S. Truman en abril de 1951, por sus discrepancias públicas con la política presidencial.
MacArthur es una de las figuras más controvertidas en la historia estadounidense. Admirado por muchos, que defienden su brillantez estratégica y táctica, es también criticado por otros que le acusan de tener un discutible criterio militar y le recriminan sus acciones en el ejercicio del mando, en especial su desafío al presidente Truman en 1951, debido en gran parte al probado e infundado odio que se tenían mutuamente. Se caracterizó por ser un ferviente anticomunista, y en sus últimas campañas (en Japón y Corea) trató de evitar cualquier invasión o ataque comunista proveniente de China o la Unión Soviética, primero impidiendo a Stalin ocupar parte de Japón, y luego al desafiar a los chinos en la guerra de Corea e impulsar una política de cooperación con el líder nacionalista chino, Chiang Kai-shek, en detrimento de Mao Zedong.
El general MacArthur tomó parte en tres guerras (Primera Guerra Mundial, Segunda Guerra Mundial y la guerra de Corea) y llegó a alcanzar el rango de general del Ejército, uno de los cinco que lo han ostentado en la historia militar de los Estados Unidos. El presidente de Filipinas, Manuel L. Quezón, lo nombró mariscal de campo de Filipinas en 1938, el único estadounidense que ha ostentado ese rango en toda la historia.

## Primeros años
MacArthur nació en Little Rock (Arkansas), hijo del teniente general Arthur MacArthur, condecorado también con la Medalla de Honor durante la guerra civil estadounidense (quien a su vez era hijo del jurista y político Arthur MacArthur, Sr.) y Mary Pinkney Hardy MacArthur, de Norfolk (Virginia). Fue bautizado en la Iglesia Episcopal de Cristo en Little Rock el 16 de mayo de 1880.
En su autobiografía titulada Reminiscencias, MacArthur escribió que su primer recuerdo era el del sonido de la corneta, y que había aprendido a «cabalgar y a disparar incluso antes de saber leer o escribir —de hecho, casi antes de aprender a andar».
Como muchos niños, hijos de soldados del ejército estadounidense, pasó su infancia mudándose de fuerte en fuerte. En su juventud pasó tiempo en Washington D. C. con su abuelo paterno, el juez Arthur MacArthur, miembro de la escena política de alto nivel de Washington que influenció al joven Douglas.
El padre de MacArthur fue destinado a San Antonio (Texas) en 1893. Allí, Douglas asistió a la Academia Militar de Texas Oeste (conocida hoy día como T.M.I.), donde destacó como un excelente estudiante. Como hijo de un condecorado con la Medalla de Honor tenía plaza gratuita en West Point, en donde ingresó en 1898. Fue un cadete brillante, graduado como el primero de su clase (de 93 miembros) en 1903, con unas notas tan altas que solo dos estudiantes las han superado en la historia de la academia (uno de ellos era Robert E. Lee). Su primer destino fue como subteniente en el Cuerpo de Ingenieros del Ejército de los Estados Unidos. Sirvió como ayudante de su padre, destinado por aquel entonces como gobernador general de Filipinas, que aún era una posesión estadounidense.
De 1904 a 1914 fue asignado a tareas de ingeniería en las Filipinas, Wisconsin, Kansas, Míchigan, Texas y Panamá. Durante ese tiempo asistió a la Escuela de Ingeniería Aplicada (1906-1907), se graduó en 1908 y trabajó en la oficina del jefe de Ingenieros del ejército.
De 1913 a 1917, MacArthur sirvió en el Estado Mayor del Departamento de Guerra (predecesor del actual Departamento de Defensa de los Estados Unidos), cumpliendo asignaciones temporales en misiones de inteligencia en Veracruz, México, en 1914. Bajo el mando del general Frederick Funston, MacArthur participó en una misión de reconocimiento de largo alcance tras las líneas mexicanas. Aunque fue citado por su valor y recomendado para la Medalla de Honor, no la recibió, ya que sus acciones habían violado claramente las órdenes recibidas de Funston.

## Primera Guerra Mundial

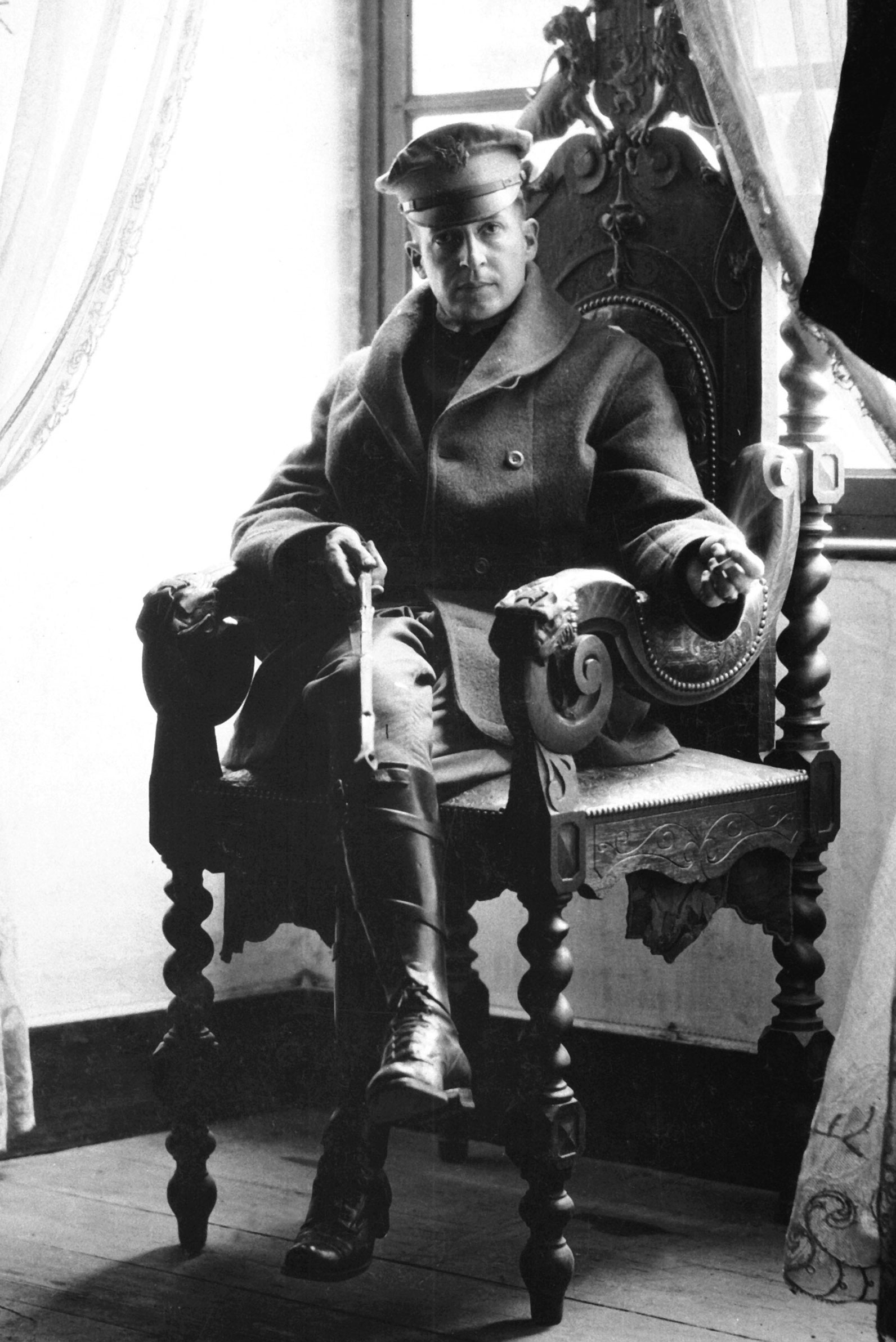
El brigadier general MacArthur en un chateau francés, septiembre de 1918.

Durante la Primera Guerra Mundial, MacArthur sirvió en Francia como jefe de Estado Mayor de la 42.ª División de Infantería. Tras ser ascendido a brigadier general, se convirtió en comandante de la 84.ª Brigada de Infantería, y unas semanas antes de que acabara la guerra, se convirtió en el comandante de la división. Combatiría con su división, entre otras, en las batallas de Saint-Mihiel y la ofensiva de Meuse-Argonne.
Durante la guerra, MacArthur recibió dos veces la Cruz de Servicios Distinguidos, siete Estrellas de Plata, una Medalla por Servicio Distinguido del Ejército y dos Corazones Púrpura. «Liderar desde el frente» era una política personal de MacArthur. Le ganó la confianza y el apoyo incondicional de sus hombres, pero le supuso varias heridas de guerra, y debido al hecho de que se negaba a ponerse la máscara antigás hasta que todos sus hombres la llevasen, tuvo problemas respiratorios durante el resto de su vida. En cualquier caso, al final de la guerra era el oficial más condecorado del ejército, y el jefe de división más joven. El general Charles T. Menoher, su predecesor al mando de la 42.ª División, dijo de él que era el «mayor luchador en el frente».

## Período de entreguerras
Como muchos otros oficiales tras la guerra, MacArthur tuvo dificultades para conseguir mantener un empleo en el ejército, lo cual le resultó moralmente devastador. Sin embargo, no fue destituido de su rango en tiempo de paz, como les ocurrió a muchos; logró conservar su estrella de general, gracias principalmente al apoyo recibido del general Peyton C. March, el nuevo jefe de Estado Mayor del ejército. MacArthur usó todas las conexiones de su padre para lograr que no lo desmovilizasen. Una de las ofertas que se planteó fue la de convertirse en agregado militar de la Oficina de Asuntos Indios, aunque finalmente la desestimó.
En 1919, MacArthur se convirtió en el superintendente de la academia militar West Point, que se encontraba en un estado obsoleto en varios aspectos, y muy necesitada de reformas. MacArthur ordenó cambios drásticos en los sistemas tácticos, atléticos y disciplinarios; también modernizó el plan de estudios, añadiendo asignaturas de artes liberales, gobierno, y economía.
Se casó  el 14 de febrero de 1922 con Henrietta Louise Cromwell Brooks, una rica heredera divorciada que tenía dos hijos de su anterior matrimonio. Se divorciaron en 1929.
De 1922 a 1930 cumplió dos turnos de servicio en las Filipinas, el segundo como comandante del Departamento de Filipinas (1928-1930); también cumplió dos turnos como comandante de áreas de cuerpo de ejército en los Estados Unidos. En 1925 fue ascendido a mayor general, el más joven existente por aquel entonces, y participó en la corte marcial que juzgó y condenó al brigadier general William Mitchell. En 1928, presidió el comité olímpico estadounidense para los Juegos de Ámsterdam.

### Jefe del Estado Mayor del Ejército
El presidente Herbert Hoover nombró a MacArthur jefe de Estado Mayor del Ejército de los Estados Unidos en noviembre de 1930 con el cargo temporal de general. En sus nuevas funciones, tuvo que enfrentarse a duros recortes de presupuesto acompañados por un exceso de alistamientos a causa del desempleo.
Una de sus actuaciones más controvertidas tuvo lugar en 1932, cuando recibió la orden de Hoover de usar al ejército para dispersar al Bonus Army, un enorme grupo de veteranos de la Primera Guerra Mundial sin empleo y con problemas económicos, que habían acampado en la capital con sus parientes y amigos como protesta por la política del gobierno hacia ellos. Convencido de que los manifestantes eran en su mayoría comunistas y pacifistas en lugar de veteranos (llegó a afirmar que solo uno de cada diez hombres era realmente un veterano), ordenó a las tropas entrar en el campamento con la bayoneta calada y usando gases lacrimógenos a discreción. En los disturbios subsiguientes, dos veteranos murieron por disparos de arma de fuego, y centenares resultaron heridos de diversa consideración, incluyendo parientes y algunos niños.
El presidente Franklin Delano Roosevelt lo renovó en el cargo. En octubre de 1935, el ejército estadounidense era el 16.º en tamaño del mundo, con 13 000 oficiales y 126 000 soldados. Los principales puntos de actuación de MacArthur en esta segunda etapa fueron sus programas para el desarrollo de nuevos planes de movilización y una reorganización de efectivos a nivel administrativo en cuatro ejércitos distintos, lo que mejoró la eficacia administrativa. Apoyó decididamente el New Deal mediante la creación, desvío de recursos y posterior uso del Cuerpo Civil de Conservación. Asimismo, impulsó y favoreció la carrera de oficiales de gran talento, como George Marshall y Dwight D. Eisenhower.

### Ejército de Filipinas
Cuando la Mancomunidad Filipina alcanzó un estado de semi-independencia en 1935, tuvo que iniciar la creación de su propio ejército. El presidente de Filipinas Manuel L. Quezón pidió a MacArthur que supervisara la creación de las Fuerzas Armadas de Filipinas como comandante en jefe. MacArthur, tras consultarlo con Roosevelt, aceptó el nombramiento. Quezón había sido amigo suyo cuando su padre era gobernador general. Le presentó dos condiciones para aceptar el cargo: su sueldo y su casa tenían que ser equivalentes a los del presidente. Hay que tener en cuenta que la residencia del presidente de Filipinas, el Palacio de Malacañán, era el lugar donde Douglas pasó su infancia. El palacio era la residencia del gobernador general en tiempos de la dominación española, lo fue también en tiempos del dominio estadounidense, y ha sido la residencia oficial del presidente de la nación hasta el día de hoy.
Se decidió albergar a MacArthur y su familia en una suite del famoso hotel Manila, propiedad del gobierno de Filipinas. Se encontraba ubicado en Manila Bay, al otro lado del parque desde el Club del Ejército y la Armada, el lugar favorito de MacArthur, y estaba convenientemente cerca de la embajada estadounidense. Los contables del gobierno decidieron que la mejor forma de hacer frente al coste de la suite era convertir a Douglas en un empleado del hotel con derecho a residencia, de modo que se le concedió el título honorario de director general. MacArthur ignoró la parte que rezaba «honorario» y tomó el control del hotel durante todo el tiempo que vivió en él. Su suite aún existe en el hotel. A pesar del hecho de que Manila fue una de las ciudades más devastadas por las bombas japonesas durante la Segunda Guerra Mundial, el hotel sobrevivió intacto; las fotografías de reconocimiento mostraron durante mucho tiempo una ciudad totalmente arrasada, excepto el Hotel Manila. Al parecer, los pilotos japoneses habían recibido órdenes de no bombardear el hotel como muestra de respeto hacia MacArthur, y una vez completada la conquista de la ciudad, se convirtió en la residencia del gobernador militar japonés. MacArthur dio la misma orden a los pilotos estadounidenses al reconquistar Filipinas. Existe la leyenda de que su suite, con todas las posesiones que tuvo que dejar atrás en su retirada, estaba aún intacta, como si se hubiera marchado el día anterior. Sea o no real la anécdota, MacArthur sentía un tremendo respeto por la tradición del «honor entre guerreros», un rasgo de su carácter que le facilitó la comprensión con los líderes japoneses en los años venideros.
El general no olvidaba sus finanzas. Invirtió fuertemente en la industria y la minería filipinas. Antes de que el Banco Nacional de Filipinas en Nueva York cerrara, después de que los japoneses bombardearan Pearl Harbor, consiguió vender todas sus acciones y cambiar todos sus pesos por dólares.
Entre los asistentes de MacArthur en las Filipinas, con el cargo de asesor militar, estaba su viejo amigo Eisenhower.
El 30 de abril de 1937, MacArthur se casó con su segunda esposa, Jean Faircloth; tuvieron un solo hijo, y siguieron juntos hasta el día de la muerte de Douglas.
Cuando MacArthur se retiró del ejército de los Estados Unidos en 1937, el presidente Quezón le concedió el rango de mariscal de campo del Ejército de Filipinas, el único en su historia. En julio de 1941 Roosevelt lo llamó de nuevo al servicio activo en el Ejército de los Estados Unidos y lo nombró comandante de las Fuerzas de los EE. UU. en el Lejano Oriente.

## Segunda Guerra Mundial
Mientras MacArthur mantuvo su cargo de comandante supremo de los Estados Unidos en el Lejano Oriente, se vio envuelto con cierta frecuencia en situaciones controvertidas. Una de las más sonadas se dio poco después de iniciarse las hostilidades para los Estados Unidos, cuando desautorizó a su comandante del aire, el general Lewis H. Brereton, que había pedido permiso para lanzar al ataque a la Fuerza Aérea del Lejano Oriente (Far East Air Force, FEAF) contra las bases japonesas en la cercana Taiwán. MacArthur calificó el plan de «suicidio», y ordenó que los aviones fueran trasladados de inmediato para alejarlos de los ataques nipones; durante el preludio de la invasión japonesa de Filipinas, solo la mitad habían sido trasladados con éxito, y la práctica totalidad de los que quedaban por retirar fue destruida en tierra. El relato de Brereton de los hechos ha sido muy desacreditado, y según Geoffrey Perret, el desastre se debió a un caso de negligencia grave por parte de oficiales de medio nivel, que se retrasaron al preferir el entorno de la Base Aérea Clark.

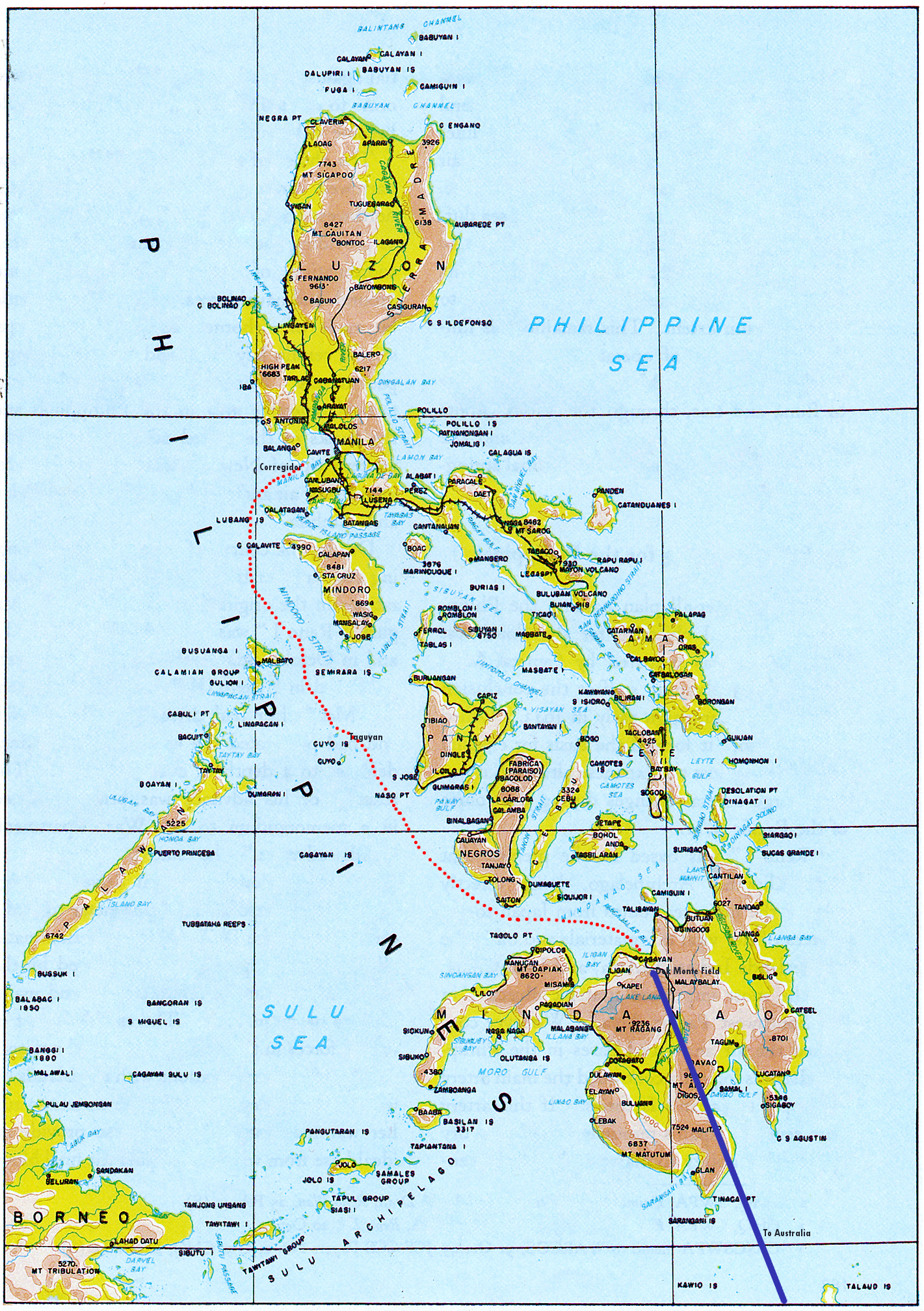
Ruta de escape de MacArthur de Filipinas.

El cuartel general de MacArthur en la campaña de las Filipinas de 1941-1942 fue la isla fortaleza de Corregidor; su único viaje a la línea del frente en Bataán hizo que empezase a circular el mote despectivo de «Digout Doug» (el enterrado Doug). Lo cierto es que Corregidor sufría bombardeos casi constantes por parte de las fuerzas aéreas japonesas, hasta el punto en que Manuel Quezón pidió expresamente al general que «no se pusiera a sí mismo en peligro». En marzo de 1942, mientras los japoneses ampliaban su control de las Filipinas, MacArthur recibió la orden directa de Franklin D. Roosevelt de trasladarse a Melbourne, Australia, después de que el presidente Quezón y su esposa ya se hubieran marchado. El Alto Estado mayor estadounidense no podría en ese momento trasladar a Filipinas tropas y recursos suficientes para defender Filipinas, por lo que dándolas por perdidas necesitaban que MacArthur se trasladase a lugar seguro para preparar la guerra contra Japón.  A pesar de que prefería quedarse al frente de sus tropas, pero obedeciendo la orden presidencial, MacArthur, su esposa, su hijo de cuatro años y un grupo selecto de asesores y comandantes subordinados partieron hacia Australia. Pudiendo haber optado por abandonar Filipinas de modo cómodo y seguro en un submarino, optó por hacerlo de forma más arriesgada pero más decorosa a bordo de la lancha torpedera PT-41 comandada por el entonces teniente John D. Bulkeley, y logró atravesar las aguas minadas y escapar al cerco japonés.
Llegó a la isla de Mindanao el 13 de marzo, y se embarcó tres días después en un B-17 Flying Fortress; el 17 de marzo llegó al aeródromo de Bachelor, en el Territorio del Norte australiano, desde donde se desplazó a Adelaida en ferrocarril. Su famoso discurso, en el que dijo «Salí de Bataán, y volveré». se pronunció en Terowie, Australia Meridional, el 20 de marzo. Durante este periodo, el presidente Quezón concedió a MacArthur la Estrella de Conducta Distinguida Filipina.
Fue nombrado de inmediato comandante supremo de todas las fuerzas aliadas en el teatro del Pacífico suroccidental, y con el fin de eliminar cualquier posible ambigüedad, el primer ministro de Australia, John Curtin, puso a las fuerzas armadas australianas directamente bajo su mando. Por aquel entonces, los australianos formaban el grueso de las tropas disponibles en la zona, complementadas con una pequeña cantidad de estadounidenses, holandeses, y el resto de los aliados en proporción descendente. Una de las primeras tareas de MacArthur consistió en aumentar la confianza de los australianos, que temían una inminente invasión japonesa. Los combates estaban ya produciéndose predominantemente en la zona de Nueva Guinea y las Indias Orientales Neerlandesas. El 20 de julio de 1942 el cuartel general fue trasladado de nuevo, a Brisbane, al edificio de la AMP Insurance Company (que luego sería rebautizado como MacArthur Central, su nombre actual).
A finales de 1942 llegaron las victorias australianas en la batalla de la bahía de Milne y la campaña del Sendero de Kokoda, las primeras de las fuerzas terrestres aliadas contra los soldados japoneses. Cuando se le informó de que muchos oficiales de la 32.º División de Infantería (una unidad de la Guardia Nacional de los Estados Unidos movilizada a toda prisa) habían actuado de forma incompetente durante la ofensiva aliada sobre Buna y Gona (las mayores cabezas de playa japonesas en el nordeste de Nueva Guinea), MacArthur ordenó a Robert L. Eichelberger, comandante del I Cuerpo de los EE. UU., que tomase el control directo sobre todas las operaciones aliadas en la zona:

Bob, te pongo al mando en Buna. Releva a [Edwin] Harding... Quiero que apartes a todos los oficiales que no vayan a combatir. Releva a los comandantes de regimiento y batallón; si es necesario, pon sargentos al mando de batallones y cabos al mando de compañías... Bob, quiero que tomes Buna, o no vuelvas vivo... Y eso también vale para tu jefe de Estado Mayor.

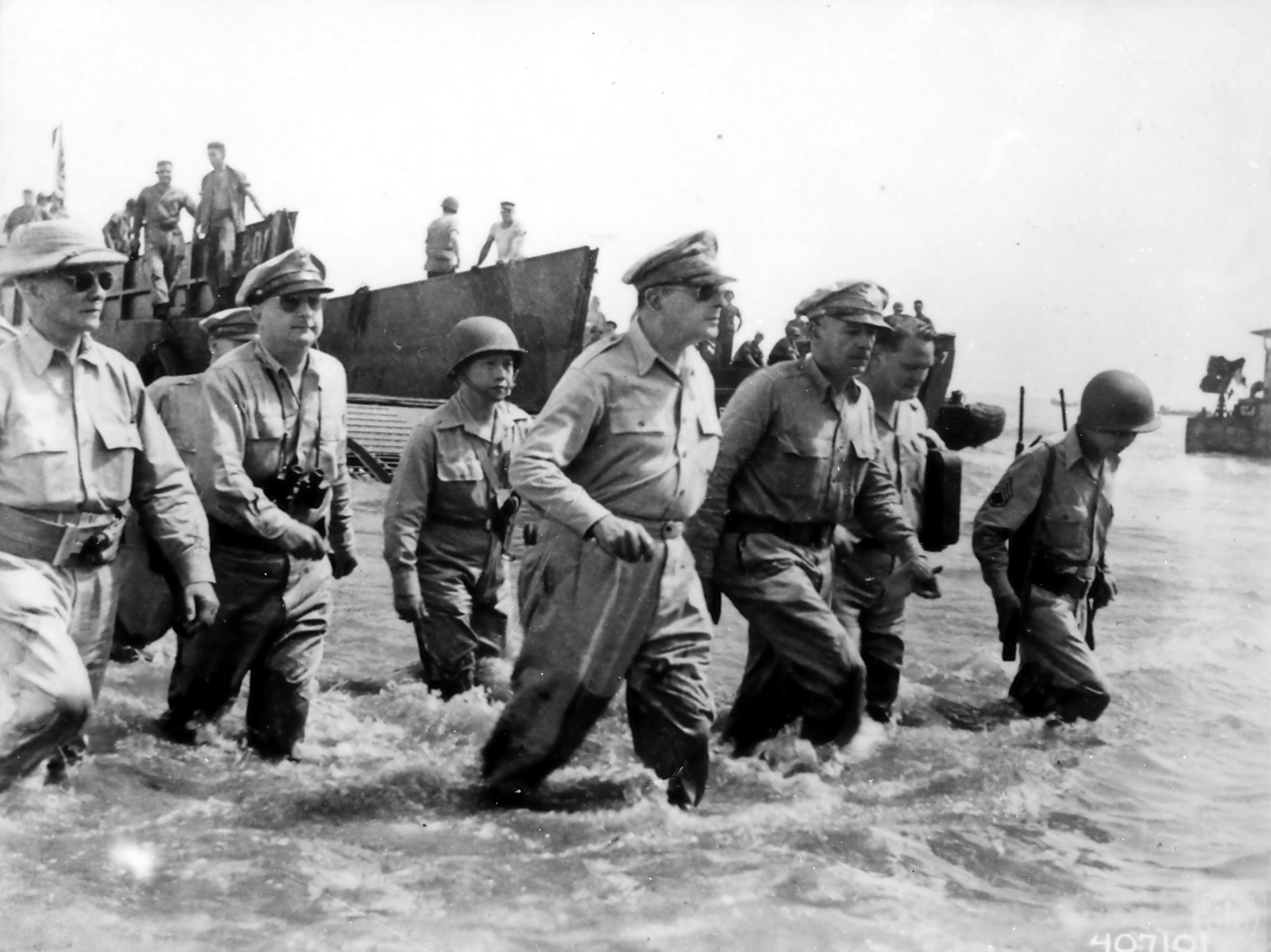
El general MacArthur desembarca en Leyte junto con su Estado Mayor.

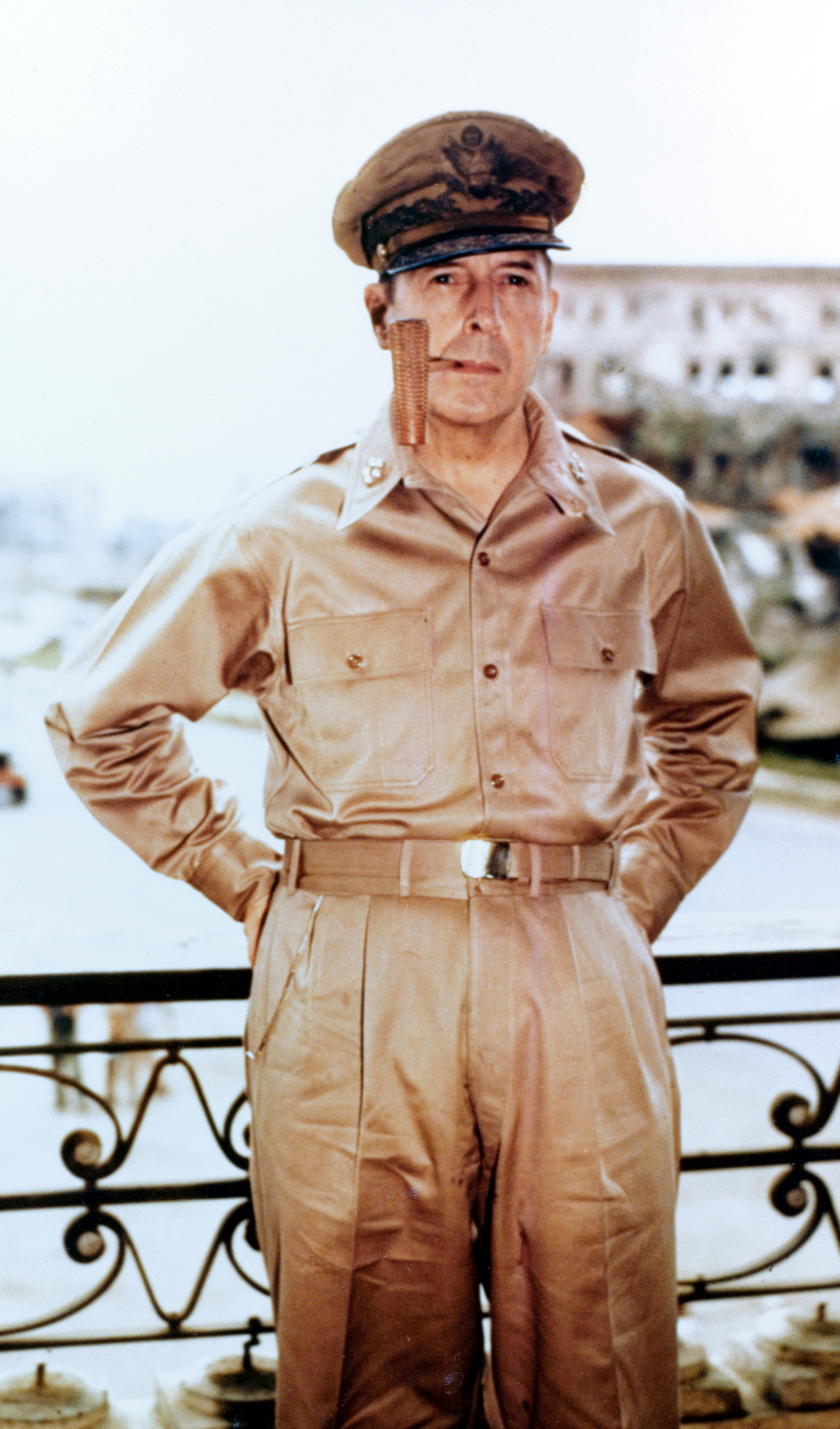
Douglas MacArthur fumando una de sus famosas pipas de mazorca en el balcón del ayuntamiento de Manila, Filipinas, 2 de agosto de 1945.

En marzo de 1943, la Junta de jefes de Estado Mayor de EE. UU. aprobó el plan estratégico de MacArthur, conocido como Operación Cartwheel, cuyo objetivo era capturar la base principal japonesa en Rabaul a base de ocupar posiciones estratégicas para usarlas como bases avanzadas. Durante 1944 se modificó el plan general a fin de sobrepasar Rabaul y dejar sitiadas a las fuerzas japonesas fortificadas allí. Inicialmente la mayoría de las fuerzas de tierra eran australianas, pero se incorporó al teatro de operaciones una cantidad cada vez mayor de fuerzas estadounidenses, incluyendo el Sexto Ejército de los EE. UU. (también conocido como Fuerza Álamo), y más adelante el Octavo Ejército.
Las fuerzas aliadas, bajo el mando de MacArthur desembarcaron en la isla de Leyte el 20 de octubre de 1944, cumpliendo su juramento de volver a Filipinas. La posición en el archipiélago se consolidó con la batalla de Luzón tras un fuerte combate, a pesar de un contraataque masivo japonés en la batalla del Golfo de Leyte. Con la reconquista de las islas, MacArthur trasladó su cuartel general a Manila, con el fin de planificar la invasión de Japón, prevista para finales de 1945. Dicha invasión se anuló a consecuencia de la rendición japonesa tras los bombardeos atómicos sobre Hiroshima y Nagasaki, y el 15 de agosto de 1945 MacArthur recibió la rendición formal de Japón que dio por finalizada la Segunda Guerra Mundial.
Recibió la Medalla de Honor por su liderazgo en el teatro del pacífico suroeste. El presidente filipino Sergio Osmeña lo condecoró también con la más alta medalla filipina, la Medalla al Valor de Filipinas.

## Posguerra en Japón

### Crímenes de guerra japoneses
MacArthur recibió órdenes de Washington el 29 de agosto de ejercer la autoridad final sobre el país a través de la maquinaria de gobierno existente, incluyendo la figura del emperador Hirohito.
Algunos historiadores han afirmado que este periodo como comandante supremo de las Potencias Aliadas en Japón, en que dirigió con mano firme al país hacia un nuevo régimen político durante cinco años y medio, es su mayor contribución a la historia. Sin embargo, algunos critican su trabajo para exonerar de toda investigación criminal a Hirohito y al resto de miembros de la familia imperial implicados en la guerra, como los príncipes Yasuhito Chichibu, Yasuhiko Asaka, Tsuneyoshi Takeda, Higashikuni Naruhiko y Hiroyasu Fushimi. El 26 de noviembre de 1945, MacArthur confirmó al almirante Mitsumasa Yonai que la abdicación del emperador no sería necesaria. MacArthur no solo exoneró a Hirohito, sino que ignoró el consejo de varios miembros de la familia imperial e intelectuales japoneses, que pidieron públicamente la abdicación del emperador y el establecimiento de una regencia. Por ejemplo, el príncipe Takahito Mikasa, hermano menor del emperador, llegó a afirmar en una reunión del consejo privado, en febrero de 1946, que Hirohito debía asumir la responsabilidad de la derrota; el famoso poeta Tatsuji Miyoshi escribió un ensayo en la revista Shinchô titulado «El emperador debe abdicar enseguida».
Según el historiador Herbert Bix, MacArthur y Bonner Fellers habían preparado su propia aproximación a la ocupación y reforma del Japón. MacArthur proponía no modificar en lo más mínimo la situación de la figura del emperador; se limitó a continuar la situación existente durante el último año de la guerra, resolviendo sus implicaciones a medida que las circunstancias lo requerían. El plan de acción, llamado «Operación lista negra» de manera informal, consistía en separar a Hirohito de los militaristas, manteniéndolo como elemento de legitimación de las fuerzas de ocupación aliadas, y usando su imagen para potenciar la transformación del pueblo japonés hacia un nuevo sistema político.

Meses antes de que iniciara sus actividades el Tribunal de Tokio, los más altos subordinados de MacArthur trabajaban en atribuir la responsabilidad última del ataque a Pearl Harbor a Hideki Tojo.

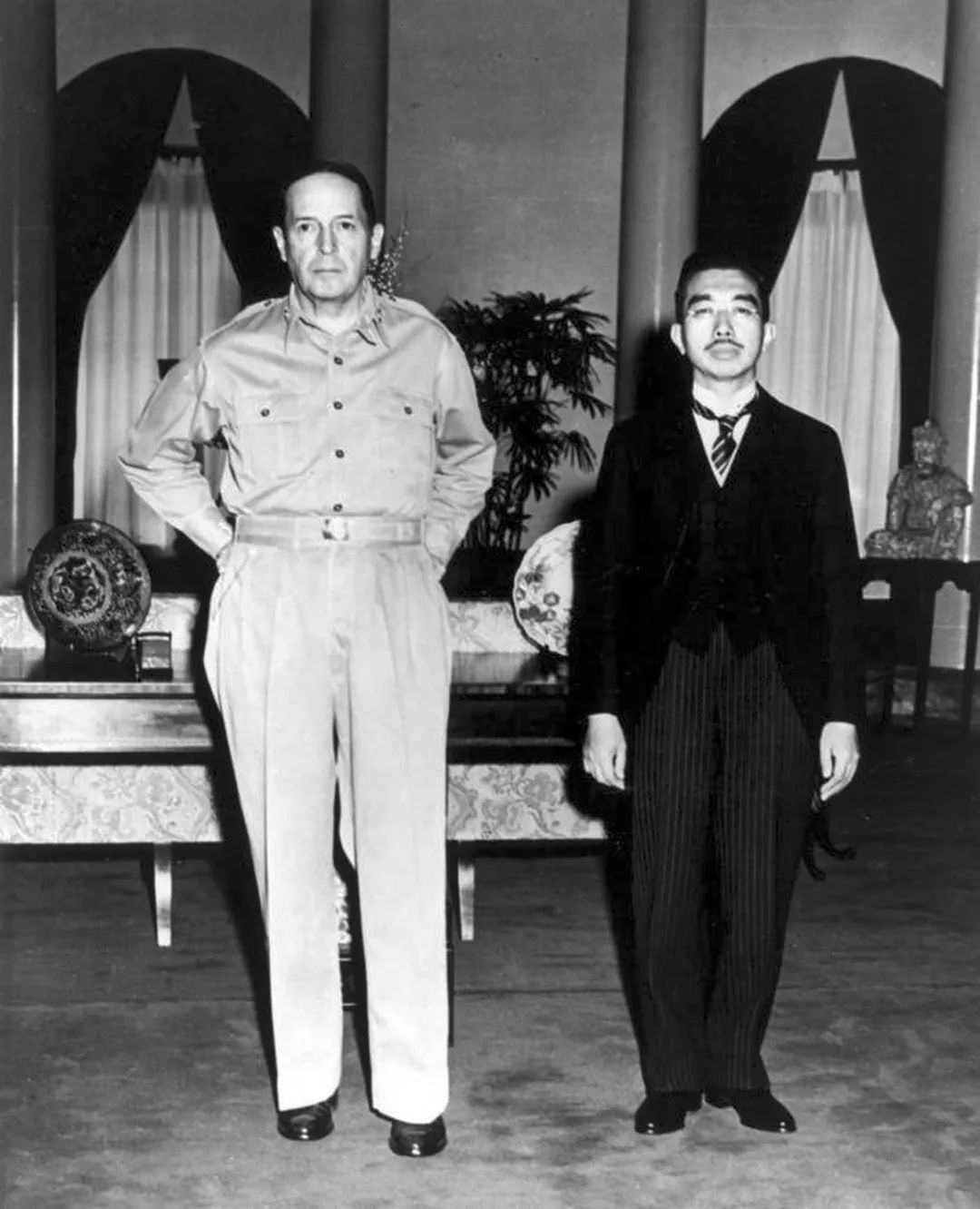
El general MacArthur junto al emperador Hirohito en su primer encuentro en 1945.

Citando los debates entre Harry S. Truman, Dwight D. Eisenhower y el propio MacArthur, Bix afirma que inmediatamente después de desembarcar en Japón, Bonnie Fellers se puso a trabajar en la protección de Hirohito del papel que había desempeñado durante y al final de la guerra, permitiendo a los principales sospechosos de crímenes de guerra coordinar sus versiones, a fin de proteger al emperador y evitar que pudiera ser juzgado.
Dice también John Dower, 

«... Esta exitosa campaña para absolver al Emperador de cualquier responsabilidad de guerra no conoció límites. Hirohito no solo fue presentado como inocente de cualquier acto formal que pudiera hacerle susceptible de ser juzgado por crímenes de guerra. Fue convertido en una figura casi angelical que ni tan solo tenía alguna responsabilidad moral por la guerra. ...» Con el apoyo completo del cuartel general de MacArthur, la acusación funcionó, de hecho, como un abogado defensor del Emperador.

A finales de 1945, los jurados militares aliados juzgaron a más de 4000 oficiales japoneses por crímenes de guerra. Unos 3000 fueron condenados a cumplir sentencias de prisión, y 920 fueron ejecutados. Los oficiales acusados se enfrentaron a cargos surgidos de múltiples incidentes, incluyendo la masacre de Nankín, la marcha de la muerte de Bataán y la masacre de Manila.
Voces críticas con el proceso afirman que el general Tomoyuki Yamashita, comandante en jefe japonés en Filipinas, acusado de este último incidente, había perdido el control de sus hombres, y por tanto no debía ser ejecutado. De hecho, las tropas responsables cometieron los crímenes por orden del conde Tereuchi, y así lo declaró la defensa. Sin embargo, ya que Yamashita no había dimitido de su puesto a pesar de su declarada incapacidad de controlar a sus hombres, se le consideró responsable final de los actos de las tropas bajo su mando y fue ejecutado. Tales voces críticas acusaban la sentencia como una venganza proferida por el orgullo del general MacArthur, ya que el general Yamashita fue capaz de ofrecer una resistencia más eficiente y duradera en la defensa de las Filipinas, que en la que su momento ofreció MacArthur en 1942. El caso se convirtió en el precedente conocido como el «Estándar Yamashita». Se aplicó el mismo criterio de responsabilidad del mando al caso del general Masaharu Homma, quien también fue juzgado y condenado por las atrocidades ocurridas durante la marcha de la muerte de Bataán, considerando responsable al general de los actos de sus subordinados a pesar de no hallarse presente, ya que en ese momento se encontraba liderando a sus tropas en la captura de Corregidor. Este caso también se considera una venganza de MacArthur contra el general que le había humillado al vencerle en la invasión de Filipinas. La PBS calificó los juicios de «apresurados». Los críticos de MacArthur suelen deplorar el «doble rasero» empleado, al no llevar hasta sus últimas consecuencias el concepto de «responsabilidad del mando» al mantener al margen al emperador.

### Ocupación
Para sus admiradores, los sentimientos de MacArthur hacia el derrotado Japón son visibles en las fotos de la ceremonia de rendición, en la que se mostraba de forma prominente la bandera del comodoro Perry. Descendiente de los Perry de Massachusetts y primo lejano del comodoro, MacArthur se presentaba a sí mismo más como un segundo «integrador» de Japón a los países desarrollados que como un conquistador.
Se considera que MacArthur y su Estado Mayor ayudaron a un Japón devastado por la guerra a reconstruirse, instituyendo en el proceso un gobierno democrático, y establecieron un plan de reconstrucción que convirtió a Japón en una de las principales potencias industriales del mundo. Durante el gobierno directo de Japón por MacArthur, de 1945 a 1948, los Estados Unidos mantuvieron un control férreo del país y supervisaron su reconstrucción. En 1946, el personal de MacArthur redactó una nueva Constitución de Japón que renunciaba a la posibilidad de declarar de nuevo la guerra, y reducía de forma considerable el papel del emperador. Dicha constitución se mantiene todavía vigente. También cambió el Parlamento de Japón y su sistema electoral; disolvió las grandes compañías japonesas (Zaibatsu), y promovió la creación de los primeros sindicatos de trabajadores del país siguiendo el modelo de Estados Unidos.
Estos planes de reconstrucción alarmaron a muchos en los departamentos de Defensa y de Estado en los Estados Unidos, en el convencimiento de que entraban en conflicto con la intención de convertir al Japón y su potencia industrial en un freno a la expansión del comunismo en Asia. Algunas de las reformas de MacArthur, como sus leyes laborales, fueron rescindidas en 1948 cuando su control unilateral del país acabó a causa de las injerencias crecientes del Departamento de Estado. MacArthur devolvió el poder al recién formado Gobierno japonés en 1949, y permaneció en el país hasta que fue relevado del cargo de comandante supremo en Japón por el presidente Harry S. Truman el 11 de abril de 1951.

## Guerra de Corea
En 1945, como parte de la rendición del Japón, los Estados Unidos de América acordaron con la Unión de Repúblicas Socialistas Soviéticas dividir la península de Corea a lo largo del paralelo 38. Esto resultó en la creación de dos estados: uno procapitalista llamado República de Corea (más conocido como Corea del Sur), y otro procomunista llamado República Democrática Popular de Corea (más conocido como Corea del Norte). Este último lanzó un ataque por sorpresa, invadiendo a su vecino en un intento de reunificar la península por la fuerza, el 25 de junio de 1950, dando inicio a la guerra de Corea.

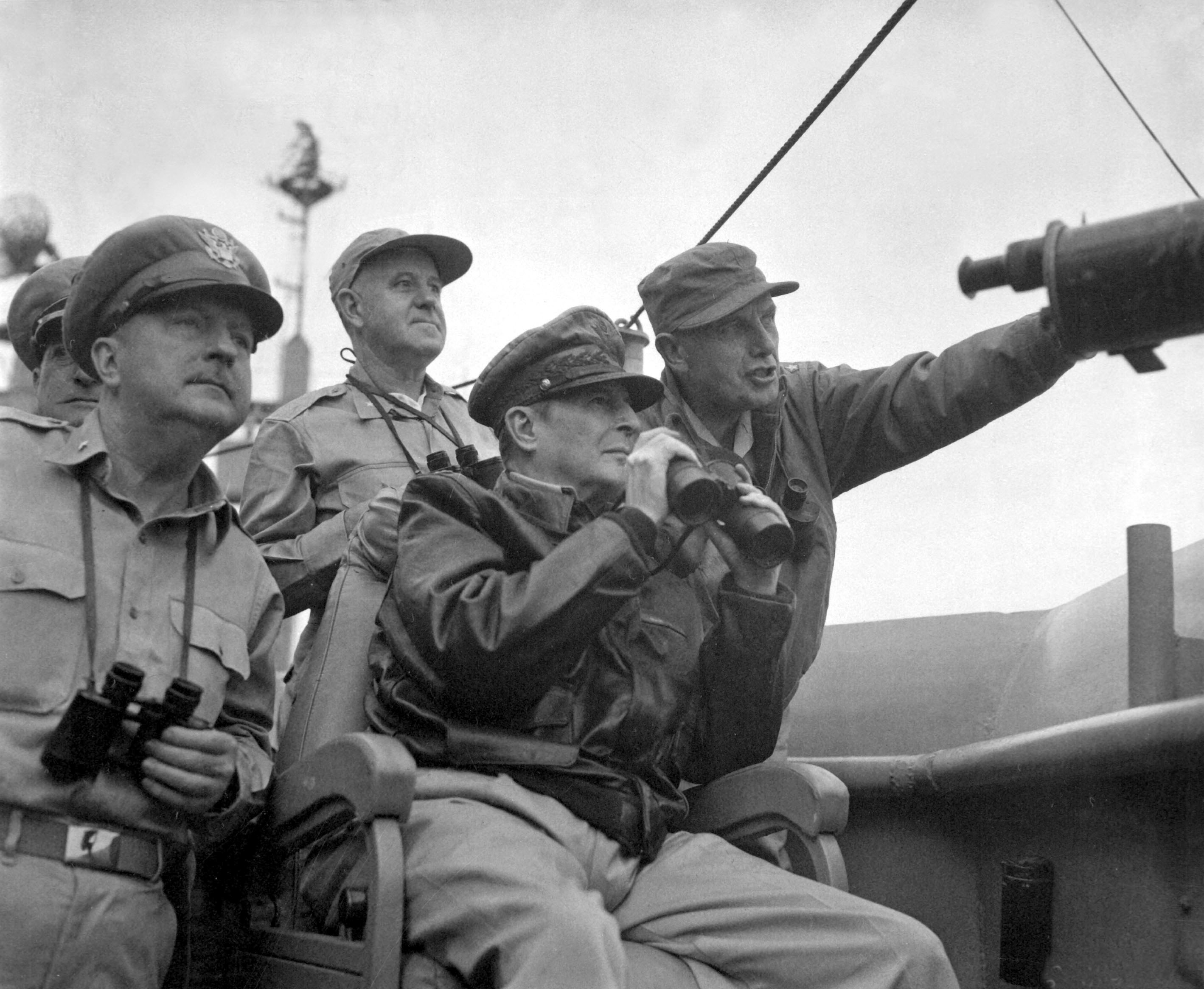
Douglas MacArthur, comandante en jefe de las fuerzas de las Naciones Unidas, observa el bombardeo de Incheon desde el USS Mount McKinley el 15 de septiembre de 1950.

La Asamblea General de las Naciones Unidas autorizó a las Naciones Unidas a formar una coalición militar internacional para apoyar en su defensa a Corea del Sur. MacArthur fue puesto al mando de dicha coalición, primero en la operación de defensa y luego, una vez detenida la invasión, en una contraofensiva en la que destacó un arriesgado pero exitoso desembarco tras las líneas norcoreanas en Incheon. La maniobra logró flanquear con éxito al ejército norcoreano, forzándole a retroceder hacia el norte completamente desorganizado. Las fuerzas de las Naciones Unidas (compuestas básicamente por miembros del Ejército estadounidense) iniciaron la persecución, entrando en territorio norcoreano y aproximándose a la frontera con China, establecida en el río Yalu.
El 19 de noviembre de 1950, un fuerte contingente de tropas del ejército chino atravesó el Yalu, lo que obligó a retroceder a los estadounidenses y sus aliados. Tras calificar la intervención china como «el inicio de una guerra totalmente nueva». Con el fin de frenar la invasión china de Corea, que estaba masacrando a los soldados de la ONU y estadounidenses, MacArthur propuso a sus superiores (Estado Mayor y presidente Truman) varias medidas elementales: volar los puentes que comunicaban China y Corea, o bien bombardear las bases de origen de las tropas chinas en Manchuria, ambas fueron rechazadas. En su defecto, propuso sembrar de restos radiactivos la frontera entre Corea del Norte y China; también fue rechazado. No hubo ninguna propuesta formal para el uso de armas nucleares, ni hay ninguna prueba al respecto. La, en opinión de muchos políticos de la época, postura débil y cobarde del presidente Truman, impidió a MacArthur utilizar los medios de que disponía para frenar una guerra de agresión contra Corea y los ejércitos estadounidense y de la ONU, y causó un gran número de bajas en sus tropas.
En marzo de 1951, después de que un contraataque de la ONU liderado por Matthew Ridgway diera un nuevo giro a la situación en favor de los aliados, Truman informó a MacArthur de su intención de iniciar conversaciones para llegar a un alto el fuego. La declaración pública de MacArthur hizo peligrar las negociaciones, aunque era similar en contenido a las recomendaciones hechas al presidente por la Junta de jefes de Estado Mayor, por lo que recibió solo una suave reprimenda. Sin embargo, la paciencia de Truman llegó a su límite cuando el jefe republicano del Congreso leyó en él una carta de MacArthur en la que expresaba públicamente su punto de vista y sus enfrentamientos con la presidencia. En abril, la Junta de jefes de Estado Mayor declaró necesario apartar a MacArthur del mando por razones militares, alegando que habían perdido confianza en su estrategia. Truman aprovechó la ocasión y le relevó de su cargo en Japón, situando en él a Ridgway el 11 de abril de 1951.
La sustitución de MacArthur levantó una enorme controversia, siendo un tema de discusión aún hoy día. Berstein y otros historiadores han afirmado que MacArthur nunca se opuso a la separación constitucional de poderes, algo de lo que fue acusado en su día por la presidencia. La guerra prosiguió en una situación de empate técnico durante dos años más, sin moverse ya de los alrededores del paralelo 38.

## Regreso a los Estados Unidos
MacArthur regresó directamente a Washington D. C., su primera estancia en los Estados Unidos desde hacía once años. Allí hizo su última aparición pública, en la lectura de un discurso en el Congreso de los Estados Unidos, interrumpido por treinta ovaciones de los congresistas. En el que sería su discurso de despedida, dijo: «Los viejos soldados nunca mueren; solo se desvanecen. Y como los viejos soldados de la balada, ahora cierro mi carrera militar, y simplemente me desvanezco —un viejo soldado que tan solo intentó cumplir con su deber como Dios le dio a entender. Adiós».
A su regreso de Corea tras ser relevado del mando por Truman, MacArthur se encontró con una masiva adulación popular, recibiendo en Nueva York el mayor tributo popular de la historia: unos 7 millones de personas le vitorearon en su desfile por la ciudad, más que la suma del segundo y tercero más multitudinarios (los de Lindbergh y Eisenhower). Lo cual hizo surgir la expectativa de que podría presentarse a las elecciones legislativas de 1952 como candidato del Partido Republicano. Sin embargo, la investigación de un comité del Senado de los Estados Unidos acerca de su destitución, dirigida por Richard Russell Jr., contribuyó de forma decisiva a enfriar el ambiente, y las esperanzas republicanas de contar con MacArthur pasaron a mejor vida. Las acusaciones con las que pretendían desacreditarle se revelaron falsas. Este, en su autobiografía Reminiscencias, afirmó repetidamente que nunca tuvo aspiraciones políticas.
En las elecciones de 1952 MacArthur no apareció como candidato, aunque dio su apoyo público al senador republicano Robert Taft, de Ohio. Se rumoreaba que Taft le había ofrecido la vicepresidencia, y de hecho logró que diera un discurso a su favor en la convención republicana para elegir al candidato. Sin embargo, el discurso no fue bien recibido. Taft perdió la nominación en favor de Dwight D. Eisenhower. MacArthur se mantuvo en silencio durante la campaña, que ganó Eisenhower por escaso margen. Tras la misma, Eisenhower consultó a MacArthur acerca de su opinión sobre la guerra de Corea, y adoptó su sugerencia de amenazar con el uso de armamento nuclear para conseguir el fin de la guerra, entrando en la dinámica conocida posteriormente como Guerra Fría.
En 1956, el senador Joseph Martin propuso formalmente ascender a MacArthur al rango de general de seis estrellas; sin embargo, la propuesta fue vista como un posible conflicto con Eisenhower, quien era un igual de MacArthur en rango antes de ser presidente, y el tema acabó muriendo de forma discreta en el Senado sin llegar a ninguna resolución. MacArthur fue nombrado presidente de la compañía de computadoras Remington Rand y pasó el resto de su vida viviendo de forma discreta en Nueva York, con excepción de un espectacular viaje «sentimental» en el que volvió a Filipinas en 1961, para ser condecorado por el entonces presidente del país, Carlos P. García, con la Legión de Honor de Filipinas, en su rango de comandante en jefe.
El presidente John F. Kennedy se reunió dos veces con MacArthur para escuchar sus consejos en 1961. La primera vez fue poco después de la invasión de Bahía de Cochinos. MacArthur se mostró extremadamente crítico con el Pentágono en sus consejos militares al presidente. También advirtió al joven presidente, aconsejándole que evitara el despliegue militar en Vietnam, indicando además que los problemas domésticos debían recibir mucha más prioridad.

## Muerte y legado

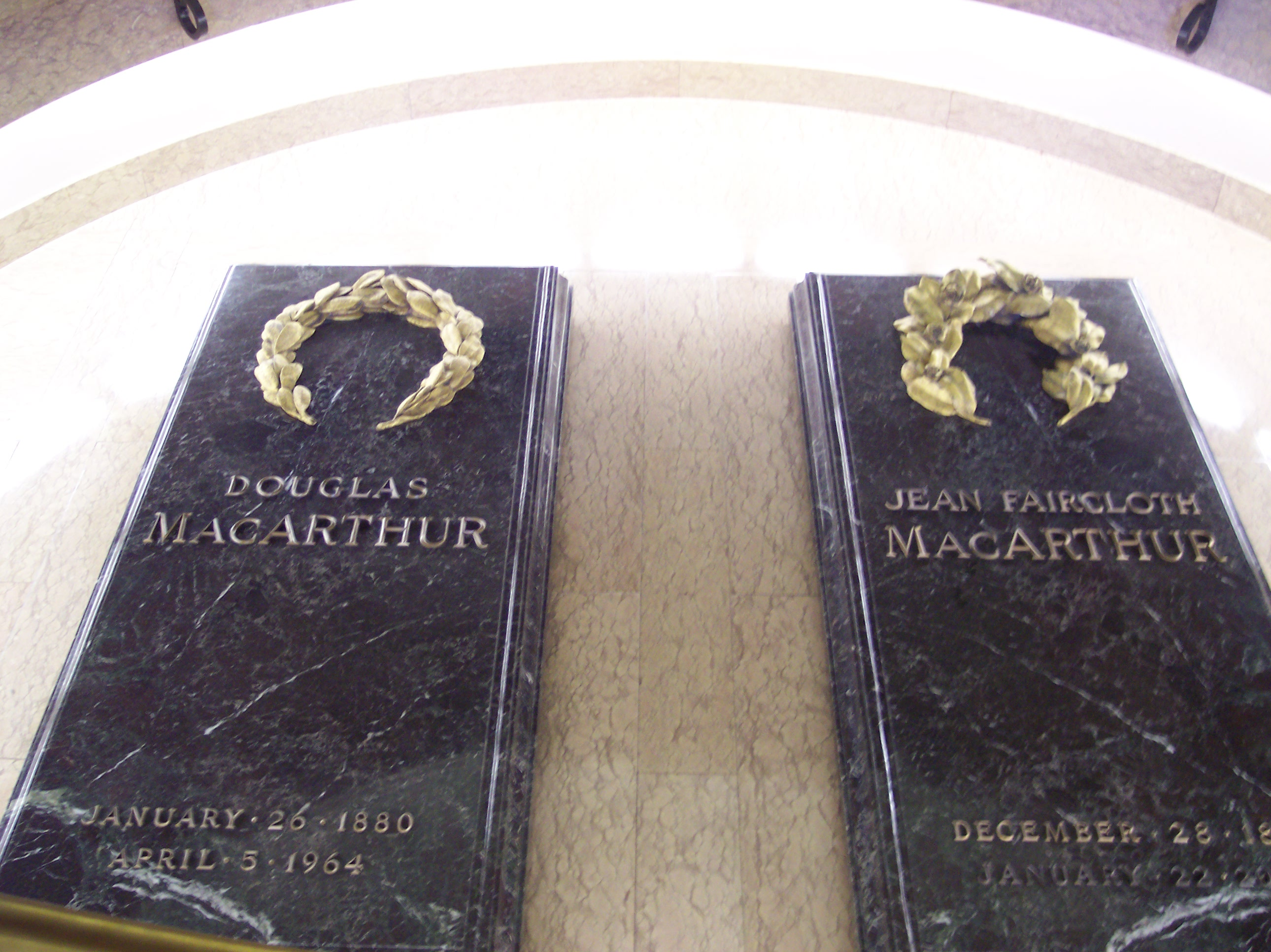
Tumba de MacArthur y su esposa Jean.

MacArthur y su segunda esposa, Jean Faircloth, pasaron los últimos años de su vida juntos en una suite en la Torre Residencial del Waldorf Astoria. Tras la muerte de MacArthur, su esposa Jean siguió viviendo en la misma suite hasta su muerte el día 5 de abril de 1964. Ambos están sepultados juntos en Norfolk (Virginia); sus tumbas se encuentran en un edificio memorial y museo a la memoria del general, que había sido antiguamente el ayuntamiento de la ciudad, y enfrente de él se encuentra el MacArthur Center, un gran centro comercial bautizado en honor de MacArthur. Eligió ser enterrado en esta ciudad por ser el origen de la familia de su madre.
MacArthur deseaba ser recordado por los suyos por algo más que ser un soldado:

Por profesión, soy un soldado, y me enorgullezco de ello. Pero estoy aún más orgulloso —infinitamente más orgulloso— de ser un padre. Un soldado destruye para poder construir; el padre solo construye, nunca destruye. Uno tiene el potencial de la muerte; el otro personifica la creación y la vida. Y mientras las hordas de la muerte son poderosas, los batallones de la vida son aún más poderosos. Es mi esperanza que mi hijo, cuando me haya ido, me recuerde no en batalla, sino en casa repitiendo con él nuestra sencilla plegaria diaria, «Padre nuestro que estás en el cielo».

El sobrino de MacArthur, Douglas MacArthur II (hijo de su hermano Arthur) sirvió como diplomático durante varios años, incluyendo un destino como embajador en Japón.
En 1945, MacArthur cedió su apreciada insignia de Castillos de Oro a su ingeniero jefe, mayor general Leif J. Sverdrup. Este los cedió a su sucesor en el cargo de jefe de ingenieros del Ejército de los Estados Unidos en 1975, iniciando la tradición mantenida desde entonces de que sean llevados por el jefe de Ingenieros del Ejército.

## Controversia
El general MacArthur es una figura muy controvertida. Su gestión en Japón tras la Segunda Guerra Mundial es en general alabada desde el punto de vista económico. Sin embargo, el hecho de que protegiera a algunos líderes del régimen Showa es objeto de muchas críticas. Según Herbert Bix (entre otros):

Las medidas realmente extraordinarias tomadas por MacArthur para salvar a Hirohito de ser juzgado como criminal de guerra tuvieron un impacto duradero y profundamente distorsionador en la comprensión japonesa de la guerra perdida.

Otros, como el ex primer ministro japonés Yasuhiro Nakasone, quien en 1952 acusó a Hirohito de ser el causante de la guerra y exigió su abdicación, han declarado posteriormente su convencimiento de que absolver y rehabilitar al emperador fue un acto de liderazgo sabio que facilitó las reformas del Japón de la posguerra y evitó lo que podía haber sido un desastre político. Del mismo modo, sus acciones y opiniones durante la guerra de Corea siguen siendo muy controvertidas.
Una década después de cesarlo, Truman afirmó que lo hizo porque MacArthur no respetó la autoridad presidencial, no solo porque fuera un cretino hijo de puta (dumb son of a bitch):

I fired him because he wouldn't respect the authority of the President. I didn't fire him because he was a dumb son of a bitch, although he was, but that's not against the law for generals. If it was, half to three-quarters of them would be in jail.

El hijo de MacArthur, nacido con el nombre de Arthur MacArthur IV, cambió su apellido para poder vivir anónimamente como artista y saxofonista en el área de Nueva York.
MacArthur es también un personaje muy controvertido en Australia, a causa de sus acciones y comentarios en la campaña del Sendero de Kokoda y la batalla de Buna-Gona, por su falta de respeto por las tropas australianas.
Su fama de tender demasiado a la autopromoción le valió numerosos detractores. Sobre su polémico comunicado durante la Segunda Guerra Mundial:

El comunicado de MacArthur fue criticado, ridiculizado o lamentado por muchos. La mayoría de los críticos no comprenden que MacArthur no escribiera el comunicado en beneficio de las tropas, la prensa o los políticos en Canberra, Londres y Washington. Lo escribió para el público estadounidense, cuya opinión podía influir en las fuerzas políticas en decisiones sobre la planificación y control estratégicos. Escribió su comunicado para centrar la atención del pueblo estadounidense en el área del pacífico suroccidental y sus necesidades... Interpretar el comunicado, y todos los otros aspectos de las actividades de MacArthur, en términos de un ego puro y desenfrenado, es una terrible simplificación, una subestimación del complejo carácter del general y de su capacidad intelectual.

La campaña de presión pública de MacArthur con el objetivo de mejorar el apoyo logístico de Washington a la guerra en el Pacífico fue exitosa en cierto modo, y combinada con la influencia de su en ocasiones rival, el almirante Ernest J. King, fue en gran parte responsable del incrementado desvío de recursos hacia el escenario de operaciones del Pacífico durante 1943.

## Premios y condecoraciones
El general MacArthur ha sido el militar estadounidense más condecorado, un caso único por recibir las más altas condecoraciones y grados de varios países. Durante su servicio fue galardonado con las siguientes condecoraciones de los Estados Unidos y otras naciones aliadas. La siguiente lista incluye solo aquellas medallas que podían llevarse en el uniforme por lo que no se muestran ni medallas conmemorativas ni condecoraciones no oficiales.
| Lista desplegable de condecoraciones |
| --- |
| - Medalla de Honor - Cruz por Servicio Distinguido con - Medalla por Servicio Distinguido del Ejército con - Medalla por Servicio Distinguido de la Armada - Estrella de Plata con - Cruz de Vuelo Distinguido - Estrella de Bronce con - Corazón Púrpura con - Presidential Unit Citation con - Medalla de aviación - Medalla de la Campaña de Filipinas. - Medalla por el Servicio en México. - Medalla de la Victoria en la Primera Guerra Mundial con cinco barras de campaña (Aisne-Marne, Champagne-Marne, St. Mihiel, Meuse-Argonne y Defensive Sector). - Medalla del Ejército de Ocupación de Alemania - Medalla de Servicio de Defensa Estadounidense - Medalla por Servicio en Campañas en Asia y el Pacífico - Medalla de Victoria Segunda Guerra Mundial - Medalla del Ejército de Ocupación con barra "Japón" - Medalla de Servicio en la Defensa Nacional - Medalla por el Servicio en Corea - Medalla de Servicio de Naciones Unidas en Corea - Insignia de Comandante de la Aviación - Insignia de Identificación del Estado Mayor del Ejército - Catorce Barras por servicios en el extranjero - Insignia de experto en rifle y pistola Reino Unido - Caballero gran cruz de honor de la Orden del Baño Francia - Legión de Honor - Cruz de Guerra - Médaille militaire Australia - Estrella del Pacífico Filipinas - Medalla al Valor - Estrella al Servicio Distinguido - Legión de Honor - Medalla de Defensa con una Estrella al servicio - Medalla de la Liberación con cuatro estrellas al servicio - Mención Honorífica del Presidente de la República de Filipinas. - Medalla de la Independencia. Bélgica - Orden de la Corona. - Cruz de Guerra. - Orden de la Cruz. Checoslovaquia - Orden del León Blanco. Ecuador - Orden de la Gran Cruz de Abdon Calderón, primera clase Polonia - Orden Virtuti Militari - Orden Polonia Restituta. Países Bajos - Gran Cruz de la Orden de Orange-Nassau. Yugoslavia - Orden del Águila Blanca. Japón - Orden del Sol Naciente. Corea - Mención Honorífica del Presidente de la República. - Medalla al Servicio en Tiempo de Guerra. - Gran Cruz de la Orden de Mérito y Valor Militar. Italia - Gran Cruz de la Orden Militar Italiana. - Cruz de Guerra. De otros países - Gran Cruz al Mérito de Cuba. - Cordón Chino de Pau Ting. - Medalla de Honor del Ejército Griego. - Cruz del Mérito Militar Guatemalteca. - Gran Cruz del Mérito Militar del Ejército Húngaro. - Orden del Mérito Militar de México. - Gran Cruz de la Orden Rumana del Mérito Militar. |